# دايز (مانغا)
دايز (باليابانية: デイズ، بالروماجي:  Deizu) (بالإنجليزية: Days)‏ هي سلسلة مانغا يابانية من تأليف ورسم يوسودا تسويوشي، نشرت من قبل كودانشا في مجلة شونن الأسبوعية، منذ 24 أبريل عام 2013. اقتبست إلى أنمي تلفزيوني من قبل استوديو مابا، عرض الأنمي 2 يوليو عام 2016 واستمر عرضه حتي 18ديسمبر عام 2016، وتكون من 24 حلقة.

## القصة
تدور أحداث القصة عن تسوكوشي تسوكاموتو، وهو مراهق خجول وأخرق ومضطرب على وشك أن يبدأ المدرسة الثانوية. قرر الالتحاق بمدرسة سيسيكي الثانوية حتى يكون مع جاره وصديق طفولته سايوري تاتشيبانا، الذي يكبره بسنة واحدة.

## الشخصيات

### الشخصيات الرئيسية
تسوكوشي تسوكاموتو (باليابانية: 柄本 つくし، بالروماجي: Tsukamoto Tsukushi)
مؤدي الصوت: تاكوتو يوشيناغا
جين كازاما (باليابانية: 風間 陣، بالروماجي: Kazama Jin)
مؤدي الصوت: يوشيتسوغو ماتسوؤكا

### شخصيات أخرى
هيساهيتو ميزوكي (باليابانية: 水樹 寿人، بالروماجي: Mizuki Hisahito)
مؤدي الصوت: دايسكي ناميكاوا
أتسوشي كيميشيتا (باليابانية: 君下 敦، بالروماجي: Kimishita Atsushi)
مؤدي الصوت: دايسكي أونو
كيتشي أوشيبا (باليابانية: 大柴 喜一، بالروماجي: Ōshiba Kiichi)
مؤدي الصوت: مامورو ميانو
يوتا أوسوي (باليابانية: 臼井 雄太، بالروماجي: Usui Yūta)
مؤدي الصوت: تاكاهيرو ساكوراي
تشيكاكو أوبوكاتا (باليابانية: 生方 千加子، بالروماجي: Ubukata Chikako)
مؤدية الصوت: ماريا إيسي
هيرويوكي كوروسو (باليابانية: 来須 浩之، بالروماجي: Kurusu Hiroyuki)
مؤدي الصوت: هيرويوكي يوشينو
تيتسويا نيتوبي (باليابانية: 新戸部 哲也، بالروماجي: Nitobe Tetsuya)
مؤدي الصوت: كايتو إيشيكاوا
ناوكي شيراتوري (باليابانية: 白鳥 直樹، بالروماجي: Shiratori Naoki)
مؤدي الصوت: سوزوني أوكابي
شو ناكيجين (باليابانية: 今帰仁 翔، بالروماجي: Nakijin Shou)
مؤدي الصوت: توشيوكي تويوناغا
سايوري تاتشيبانا (باليابانية: 橘 小百合، بالروماجي: Tachibana Sayuri)
مؤدية الصوت: أياني ساكورا
كاورو إيدو (باليابانية: 犬童 かおる، بالروماجي: Indou Kaoru)
مؤدي الصوت: توموكازو سيكي
شوجي ناروكامي (باليابانية: 成神 蹴冶، بالروماجي: Narukami Shuuji)
مؤدي الصوت: ناتسوكي هاناي
تاكومي هوشينا (باليابانية: 保科 拓己، بالروماجي: Hoshina Takumi)
مؤدي الصوت: يويتشي ناكامورا
غينيتشيرو تايرو (باليابانية: 平 源一郎، بالروماجي: Taira Gen'ichirō)
مؤدي الصوت: يوسكي كوباياشي
مايومي هيمورا (باليابانية: 火村 まゆみ، بالروماجي: Himura Mayumi)
مؤدي الصوت: كين

## وصلات خارجية
- موقع المانغا الرسمي باللغة اليابانية
- موقع الأنمي الرسمي باللغة اليابانية
- دايز (مانغا) على موقع ANN manga (الإنجليزية)